# Katrin Griesser
Katrin Griesser (Villaco, 2 agosto 1977) è un'attrice austriaca.

## Biografia
Studia presso il Conservatorio Franz Schubert di Vienna, dove consegue nel 1998 il diploma come attrice.
Dal 2007 al 2009 recita nel La strada per la felicità, soap opera targata ZDF, interpretando il ruolo di Sophie Nowak.

## Filmografia

### Cinema
- Wolken über dem Paradies, regia di Bernhard Semmelrock (1998)

### Televisione
- In der Löwengrube, regia di Rudolf Jusits (1998)
- Julia - Eine ungewöhnliche Frau – serie TV, episodio 1x11 (2000)
- Endlich Samstag! – serie TV, episodio 2x24 (2008)
- La strada per la felicità (Wege zum Glück) – serial TV, 272 puntate (2007-2009)

## Programmi televisivi
- Volle Kanne (2008)